# Stéphane Sessegnon

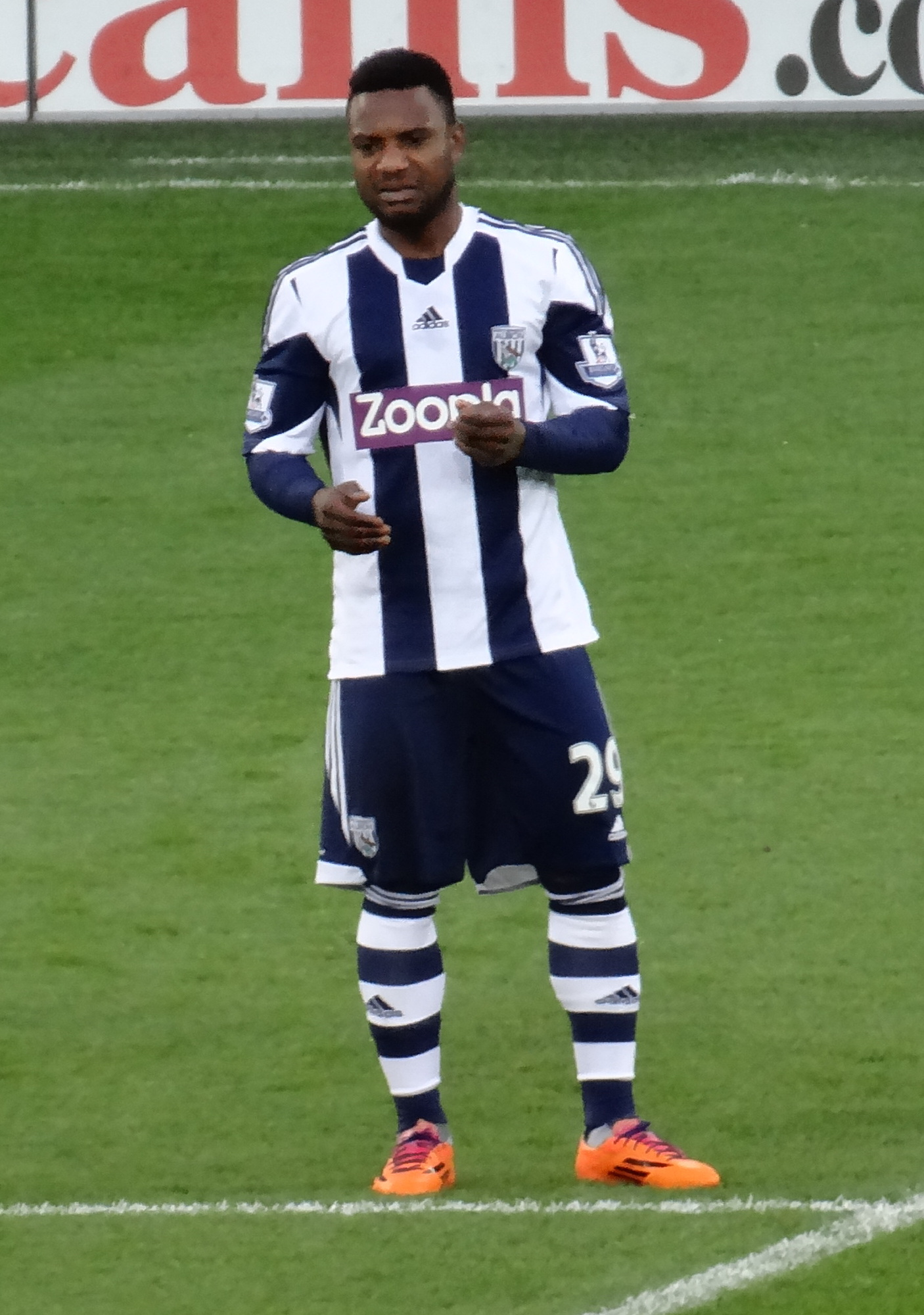
Sessègnon a West Bromwich Albion el 2013.

Stéphane Sessegnon (Allahé, 1 de juny, 1984) és un futbolista beninès.
És internacional amb la selecció de Benín, amb la qual disputà la Copa d'Àfrica de Nacions 2008.
Tot i que els seus inicis foren al Requins de l'Atlantique de Cotonou, ràpidament passà al futbol francès, on fitxà per l'US Créteil-Lusitanos, dels suburbis de París, on coincidí amb el seu compatriota Noel Seka.
El 19 de maig de 2006 fitxà pel Le Mans un contracte de tres anys. Després de dues grans temporades a aquest club, fitxà per un dels grans del futbol francès, el Paris Saint Germain, per 8 - 10 milions d'euros.